# Rise Records
Rise Records é uma gravadora dos Estados Unidos localizada em Oregon.

## Bandas

### Atualmente
- Abandon All Ships
- The Acacia Strain
- Bleeding Through
- The Bouncing Souls
- Cheap Girls
- Chelsea Grin
- The Color Morale
- Crown The Empire
- Dance Gavin Dance
- Daytrader
- Dream On, Dreamer
- The Early November
- Emarosa
- Hands Like Houses
- Hot Water Music
- In Fear and Faith
- Like Moths to Flames
- Make Do and Mend
- Man Overboard
- Memphis May Fire
- Misser
- Miss May I
- My Ticket Home
- Of Mice & Men (band)
- Palisades
- Piebald
- Polar Bear Club
- Pvris
- The Plot In You
- Rescuer
- SharksSharks
- Thick As Blood
- Transit
- The Early November

### Anteriormente
- Attack Attack!
- A Different Breed of Killer
- Before Their Eyes
- Breathe Carolina
- The Devil Wears Prada
- For the Fallen Dreams
- It Prevails
- Oceana
- Recon
- Sleeping With Sirens
- Ten After Two
- That's Outrageous!
- Those Who Lie Beneath
- Tides of Man

## Ligações Externas
- Site Oficial